# فابیو لوپو
فابیو لوپو (انگلیسی: Fabio Lupo؛ زادهٔ ۱۱ اکتبر ۱۹۶۴) بازیکن فوتبال اهل ایتالیا است.
از باشگاه‌هایی که در آن بازی کرده‌است می‌توان به باشگاه فوتبال آنکونا، باشگاه فوتبال آولینو، باشگاه فوتبال چزنا، و باشگاه فوتبال باری اشاره کرد.